# عبدالحمید احمد
عبدالحمید احمد (عربی: عبد الحميد أحمد؛ زادهٔ ۳ مارس ۱۹۸۴) یک ورزشکار اهل مصر است.
از باشگاه‌هایی که در آن بازی کرده‌است می‌توان به باشگاه ورزشی الاهلی مصر اشاره کرد.